# Dendrobium dulce
Dendrobium dulce är en orkidéart som beskrevs av Johannes Jacobus Smith. Dendrobium dulce ingår i släktet Dendrobium, och familjen orkidéer. Inga underarter finns listade i Catalogue of Life.